# Galuut
Galuut (tiếng Mông Cổ: Галуут) là một sum của tỉnh Bayankhongor ở miền nam Mông Cổ. Vào năm 2006, dân số của sum là 4.012 người.

## Địa lý
Sum có diện tích khoảng 5.047 km2. Trung tâm sum, Bayankhoshuu, nằm cách tỉnh lỵ Bayankhongor 86 km và thủ đô Ulaanbaatar 705 km.

### Khí hậu
Galuut có khí hậu cận Bắc Cực (phân loại khí hậu Köppen Dwc) với mùa hè ôn hòa và mùa đông lạnh giá khắc nghiệt. Nhiệt độ thấp nhất là −48 °C (−54 °F) đã được ghi nhận. Hầu hết lượng mưa rơi vào mùa hè, với một lượng tuyết rơi vào các tháng liền kề của tháng Năm và tháng Chín. Mùa đông rất khô.
| Dữ liệu khí hậu của Galuut               | Dữ liệu khí hậu của Galuut | Dữ liệu khí hậu của Galuut | Dữ liệu khí hậu của Galuut | Dữ liệu khí hậu của Galuut | Dữ liệu khí hậu của Galuut | Dữ liệu khí hậu của Galuut | Dữ liệu khí hậu của Galuut | Dữ liệu khí hậu của Galuut | Dữ liệu khí hậu của Galuut | Dữ liệu khí hậu của Galuut | Dữ liệu khí hậu của Galuut | Dữ liệu khí hậu của Galuut | Dữ liệu khí hậu của Galuut |
| Tháng                                    | 1                          | 2                          | 3                          | 4                          | 5                          | 6                          | 7                          | 8                          | 9                          | 10                         | 11                         | 12                         | Năm                        |
| ---------------------------------------- | -------------------------- | -------------------------- | -------------------------- | -------------------------- | -------------------------- | -------------------------- | -------------------------- | -------------------------- | -------------------------- | -------------------------- | -------------------------- | -------------------------- | -------------------------- |
| Cao kỉ lục °C (°F)                       | −1.5 (29.3)                | 8.0 (46.4)                 | 12.9 (55.2)                | 21.6 (70.9)                | 26.1 (79.0)                | 30.8 (87.4)                | 32.2 (90.0)                | 31.7 (89.1)                | 24.8 (76.6)                | 19.8 (67.6)                | 10.6 (51.1)                | 3.3 (37.9)                 | 32.2 (90.0)                |
| Trung bình ngày tối đa °C (°F)           | −17.3 (0.9)                | −13.6 (7.5)                | −4.3 (24.3)                | 6.0 (42.8)                 | 14.2 (57.6)                | 19.1 (66.4)                | 19.9 (67.8)                | 18.0 (64.4)                | 13.1 (55.6)                | 5.0 (41.0)                 | −7.1 (19.2)                | −14.9 (5.2)                | 3.2 (37.7)                 |
| Trung bình ngày °C (°F)                  | −25.1 (−13.2)              | −22.4 (−8.3)               | −13.1 (8.4)                | −1.9 (28.6)                | 6.4 (43.5)                 | 11.7 (53.1)                | 13.0 (55.4)                | 11.2 (52.2)                | 5.0 (41.0)                 | −3.5 (25.7)                | −15.0 (5.0)                | −22.1 (−7.8)               | −4.6 (23.6)                |
| Tối thiểu trung bình ngày °C (°F)        | −31.3 (−24.3)              | −29.8 (−21.6)              | −21.1 (−6.0)               | −9.5 (14.9)                | −1.8 (28.8)                | 3.9 (39.0)                 | 6.2 (43.2)                 | 4.4 (39.9)                 | −2.0 (28.4)                | −10.7 (12.7)               | −22.0 (−7.6)               | −28.6 (−19.5)              | −11.9 (10.7)               |
| Thấp kỉ lục °C (°F)                      | −46 (−51)                  | −48.0 (−54.4)              | −38.5 (−37.3)              | −28.1 (−18.6)              | −16.1 (3.0)                | −7.1 (19.2)                | −2.7 (27.1)                | −8.0 (17.6)                | −15.7 (3.7)                | −31.7 (−25.1)              | −38.7 (−37.7)              | −44.1 (−47.4)              | −48.0 (−54.4)              |
| Lượng Giáng thủy trung bình mm (inches)  | 1.6 (0.06)                 | 1.8 (0.07)                 | 3.9 (0.15)                 | 7.0 (0.28)                 | 12.0 (0.47)                | 35.3 (1.39)                | 59.8 (2.35)                | 53.1 (2.09)                | 18.0 (0.71)                | 6.4 (0.25)                 | 2.5 (0.10)                 | 1.1 (0.04)                 | 202.5 (7.96)               |
| Số ngày giáng thủy trung bình (≥ 1.0 mm) | 0.5                        | 0.5                        | 1.3                        | 1.4                        | 2.7                        | 5.7                        | 10.0                       | 7.8                        | 3.1                        | 1.4                        | 0.9                        | 0.5                        | 35.8                       |
| Nguồn: NOAA (1961-1990)                  |                            |                            |                            |                            |                            |                            |                            |                            |                            |                            |                            |                            |                            |

## Kinh tế
Sum có một trường học, bệnh viện, trung tâm thương mại và nhà văn hóa.